# Uso civico
L'uso civico è un diritto di godimento collettivo che si concreta, su beni immobili, in varie forme (caccia, pascolo, legnatico, semina), spettanti ai membri di una comunità, su terreni di proprietà pubblica o di privati (spesso, in questo secondo caso, proprietà nobiliari di origine feudale). Da un punto di vista sostanziale sono diritti originari che competono ai residenti di una specifica zona e consistono nell’utilizzazione in comune di diritti reali che, per loro natura, sono inalienabili, inusucapibili e imprescrittibili, nonché permanentemente legati agli abitanti di un territorio e soggetti al regime giuridico dei beni demaniali.
Il diritto d'uso civico solitamente non è prodotto o conosciuto in base ad un atto noto, ma più spesso riconosciuto di fatto, in base alla prassi tramandata da tempo immemore, e/o precisato e circoscritto in base alla sussistenza di particolari condizioni storicogeografiche (ad esempio riguardo all'estensione, nel tempo e su un certo fondo, di un passato potere feudale). In questo senso gli usi civici, in diversi ordinamenti giuridici, come, ad esempio, in quello italiano, vengono quasi sempre riconosciuti sulla base della fonte-fatto, e come tali sono ascrivibili al diritto consuetudinario.
Il diritto d'uso civico in Italia si confonde, per certi versi, con il concetto di proprietà collettiva: tuttavia mentre quest'ultima è quasi sconosciuta al moderno diritto e, ove presente in antico, è poi finita per configurarsi come proprietà privata o pubblica assoggettata ad un uso civico confondendosi con quest'ultimo, non è in generale vero l'opposto dal momento che la situazione di esistenza di un uso civico su un dato suolo non prova necessariamente che esso derivi da una proprietà collettiva in senso pieno, ma anche (ad esempio) da forme anche mature di proprietà privata originaria con successivi diritti d'uso concessi in favore di terzi.
In questo senso molte delle differenze concettuali, di consuetudine gestionale, e di status proprietario formale attuale (pubblico privato) che si possono trovare tra i vari casi di uso civico esistenti in epoca recente nella penisola, possono essere ricondotte alle differenti forme di diritto dei suoli ed ai differenti livelli della sua evoluzione presenti nei vari stati preunitari, ma anche, localmente, in base al regime legale dei suoli presente di caso in caso con sostanziali differenze tra località che furono feudo e località che furono liberi comuni.

## Storia
Questa figura giuridica discende prevalentemente dall'epoca medievale e da una tipologia di diritti tendenti a garantire la sopravvivenza o il benessere di una specifica popolazione inclusa in un feudo, alla quale era consentito sfruttare in modo produttivo ma molto limitato certe aree circoscritte. In epoca medievale il concetto di potere sovrano e di proprietà dei suoli si confondevano tra loro, ed il feudatario, su mandato dell'imperatore, re o papa, era proprietario non solo delle terre sottoposte al suo podere, ma anche uomini, cose e animali. In questo contesto l'uso civico nasceva, a prescindere dal concetto di proprietà del suolo (da ricondursi, specie in epoche più tarde e mature, al feudatario), come forma di rapporto legale tra il dominus e la plebe a lui sottoposta, alla quale sui suoli venivano consentiti solo comportamenti riconducibili ai moderni concetti di uso, e non di proprietà o anche solo di possesso, ed alla quale plebe veniva demandata in questo modo la responsabilità di provvedere autonomamente alla propria sussistenza mediante limitate possibilità di sfruttamento delle risorse naturali.

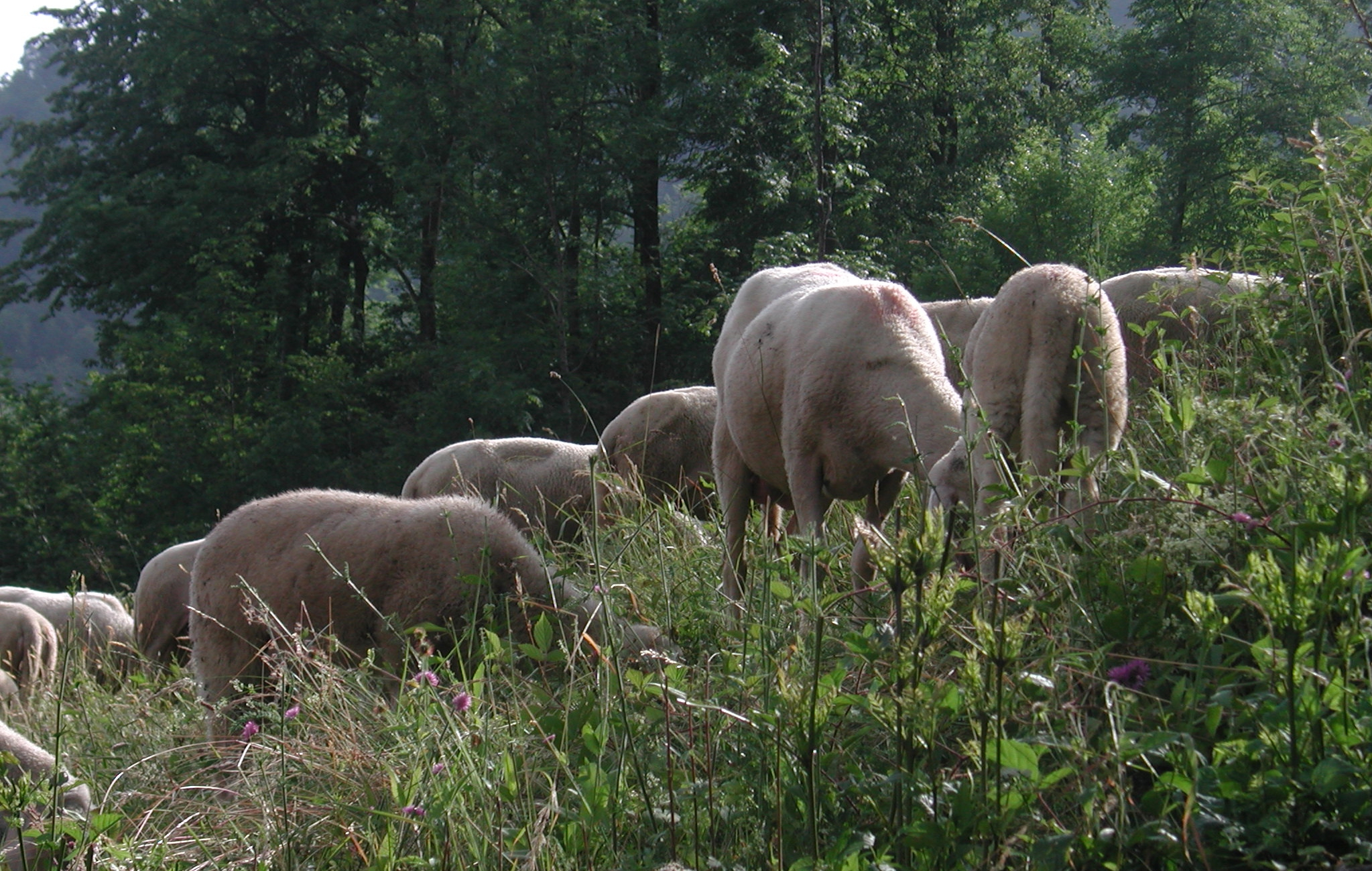
Erbatico

L'uso civico feudale si inquadra quindi nell'ottica tipica di un'economia di sussistenza: con l'uso civico di legnatico, ad esempio, i membri di una determinata comunità godevano del diritto di raccogliere legna in un particolare bosco, considerato (impropriamente, ma non sempre o non del tutto) come di proprietà collettiva. Con quello di pascolatico era previsto il pascolo delle greggi e delle mandrie. In modo analogo funzionavano gli altri usi civici di fungatico (per la raccolta dei funghi) ed erbatico (che permetteva agli allevatori di una determinata collettività di portare al pascolo i propri animali in una determinata zona). Il diritto, per questioni di ordine pratico ma anche di coerenza con le ragioni del potere feudale, veniva riconosciuto in capo ad una specifica comunità (villaggio o castello) piuttosto che a singole persone, ed in questo modo era facilmente esercitabile in forma associata, controllabile e trasferibile attraverso le generazioni.
I diritti collettivi sulle terre tuttavia non furono prerogativa del solo potere feudale, poiché in alcune realtà della penisola si svilupparono anche in seno a liberi comuni, oppure all'interno di alcune vasti possedimenti monastici o ecclesiastici, o anche infine in territori sottoposti al diretto potere del sovrano e/o a particolari forme di autonomia e potere politico, ed in territori marginali abitati da popolazioni organizzate in forme tradizionali antiche. In questi casi in genere più ampie erano le prerogative del diritto collettivo, ove sovente si configuravano forme di piena proprietà collettiva per la presenza di forme già mature di possesso e gestione organizzata, con ricorso alla coltivazione attiva dei suoli e, talvolta, con la possibilità di organizzazione del suolo in superfici distinte e/o possibilità di temporanea concessione in uso a terzi estranei alla comunità (attraverso affitti o istituti simili) dei quali proventi beneficiava, comunque, la collettività nel complesso.
Assai spesso il diritto d'uso, similmente ad una piena forma di proprietà collettiva, era strettamente ereditario, quindi precluso ai nuovi abitanti di una data località e limitato alla popolazione originaria. Da questo punto di vista, in ambito comunale, sorse in molte regioni l'esigenza di distinguere il Comune, interessato a questioni di potere relative alla cittadinanza tutta (per ius-soli locale) dall'ente, chiamato in vari modi a seconda delle regioni, votato ad amministrare l'uso civico (o proprietà collettiva) ed interessato a questioni di potere relative alla collettività degli originari (per ius-sanguignis locale).
In alcuni casi si possono rinvenire, nelle forme della proprietà collettiva o dell'uso civico più organizzate e dotate di funzioni di autogoverno, elementi che riconducono a costumi e culture molto antiche e che suggeriscono la possibilità che tali situazioni fondiarie possano essere il relitto di forme di godimento del suolo di origine arcaica, pre-medievale o pre-romana, o che possano essere quantomeno forme di diritto risultanti dalla combinazione del potere medievale con più antiche consuetudini popolari.
Alle varie specificità locali si aggiunge il differente influsso che le culture giuridiche straniere hanno avuto nelle varie regioni della penisola, in particolare rispetto all'elemento germanico.
In Italia, proprio la particolare frequenza delle fattispecie in esame, la varietà di situazioni e consuetudini, e l'inquadramento formale quasi mai chiaro e disambiguo, nonché l'ostacolo che spesso queste costituivano per lo sviluppo fondiario ed agricolo in senso moderno, indirizzò il legislatore nel 1927 a decretare che tutti gli usi civici esistenti in quel momento avrebbero dovuto essere rivendicati e regolarizzati dando la possibilità ai soggetti di affrancarli e, quindi, di trasformare il godimento delle terre di demanio civico o la proprietà gravata da uso civico in piena proprietà assoluta ed esclusiva, istituendo un apposito magistrato detto Commissariato agli usi civici, con lo scopo principale, ma non solo, di organizzare e gestire la liquidare tali usi (qualora vertenti su terreni privati), nonché di regolare amministrativamente gli usi non ancora liquidati (interessanti terre comunali, frazionali o di altri enti, ovvero su superfici acquee).
La titolarità dei diritti di uso civico spetta oggi alla popolazione di una data località, che li può esercitare in forma associata mediante il ricorso ad un ente unitario, che può coincidere con l'amministrazione comunale, oppure con altri enti specifici come ad esempio le università agrarie.

## Disciplina normativa

### Italia

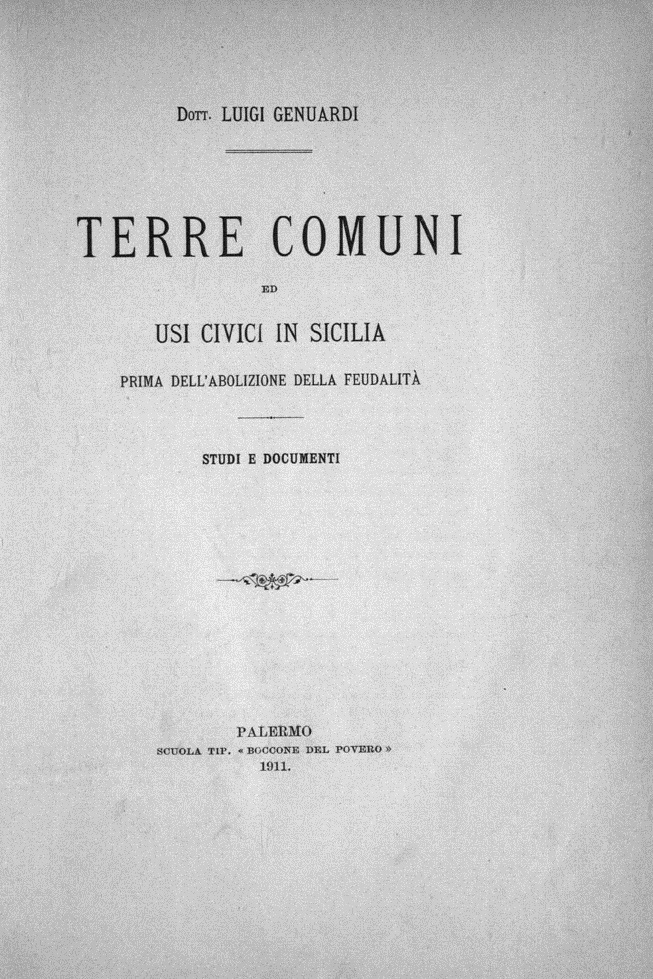
Luigi Genuardi, Terre comuni ed usi civici in Sicilia prima dell'abolizione della feudalità, 1911

Il corpus normativo di riferimento è costituito, principalmente, dalla Legge dello Stato 20 novembre 2017, n. 168 (Norme in materia di domini collettivi), dalla Legge dello Stato 16/06/1927, n. 1766 e dal relativo Regolamento di attuazione RD 26/02/1928, n. 332; inoltre, dalle successive norme (nazionali e regionali) in materia di usi civici, nonché dalle precedenti leggi eversive della feudalità (Legge 01/09/1806, RD 08/06/1807, RD 03/12/1808, Legge 12/12/1816, RD 06/12/1852, RD 03/07/1861, Ministeriale 19/09/1861 ed altre).
Il legislatore distinse i vari usi civici in due principali categorie: terre di proprietà collettiva (demanio civico) e terre di proprietà privata ma su cui grava un diritto di uso civico in favore della collettività. 
Con due distinte ordinanze di promovimento di questione di legittimità costituzionale, il Giudice Antonino Geraci ha sollevato questione di legittimità costituzionale in merito al divieto di alienazione delle terre private gravate da usi civici non ancora liquidati. In tale ambito il magistrato ha inoltre affermato la piena pignorabilità delle terre e degli immobili privati, pur se gravati da usi civici.  A seguito dell’iniziativa di Geraci, la Corte Costituzionale ha, per la prima volta espressamente, dichiarato incostituzionale il divieto di alienazione delle terre private, anche in presenza di usi civici non liquidati, che possono pertanto essere alienate sia dai proprietari che dal tribunale mediante vendita forzata.
I proprietari di terre con gravame di uso civico possono togliere tale vincolo, risarcendo la comunità in denaro (liquidazione) o in terra (scorporo). In quest'ultimo caso viene delimitata una porzione del fondo che diventa di proprietà collettiva (demanio civico) dove la comunità esercita il diritto di uso civico.
Le terre di proprietà collettiva (demanio civico) convenientemente utilizzabili per l'agricoltura sono state spesso assegnate in quote enfiteutiche ai singoli membri della comunità titolare del diritto, in tal caso, il legislatore aveva previsto che, con particolari procedure, potessero alienare e riscattare (legittimare e/o affrancare) le quote, divenendone pienamente proprietari.

### Leggi regionali
Per la Basilicata, è attualmente in vigore la L.R. 57/2000 come successivamente modificata dalla L.R. 25/2002 e dalla L.R. 15/2008.
Per il Veneto, è in vigore la L. R. n. 31/1994  modificata dalla L. R. 25 luglio 2008 n.9.
Nella Provincia Autonoma di Trento gli usi civici sono normati dalla Legge Provinciale nr. 6/2005  

### Arbitrario occupatore di terre civiche
Ai sensi dell'art. 9 della Legge n.1766 del 1927, è colui che, trovandosi in possesso di terre in origine comune (ossia demaniali), non sia in grado di produrre a giustificazione del suo possesso un titolo, oppure questo non sia riconosciuto valido a norma delle leggi vigenti nel territorio all'epoca.
La Corte di Cassazione, con la sentenza n. 11993 del 08/08/2003, conferma due principi fondamentali:
1) i terreni di uso civico rientrano nel patrimonio indisponibile del Comune in quanto destinati ad un pubblico servizio;
2) è legittima l'imposizione della Tosap (tassa di occupazione di spazi ed aree pubbliche ai sensi dell'art. 38 del D.Lgs 15/11/1993, n. 507) sui terreni civici arbitrariamente occupati.
Con la Sentenza n. 1645 del 17/08/2010 della Corte dei Conti (Sez. Giurisp. Lazio) sono stati condannati i responsabili dell'Ufficio Urbanistica, per danno erariale, al risarcimento all'Ente comunale dei canoni di occupazione non incassati relativi all'arbitraria occupazione di terreciviche (così come definite nella Legge 1766/1927), in quanto, ai sensi del comma 6 dell'art. 107 del Decreto Legislativo n 267/2000, “i dirigenti sono direttamente responsabili, in via esclusiva, in relazione agli obiettivi dell'ente, della correttezza amministrativa, della efficienza e dei risultati della gestione”.
Ai sensi del comma 1 dell'art. 63 del DL 446/1997 "I comuni e le province possono, con regolamento adottato a norma dell'articolo 52, prevedere che l'occupazione, sia permanente che temporanea, di strade, aree e relativi spazi soprastanti e sottostanti appartenenti al proprio demanio o patrimonio indisponibile, comprese le aree destinate a mercati anche attrezzati, sia assoggettata, in sostituzione della tassa per l'occupazione di spazi ed aree pubbliche, al pagamento di un canone", chiamato Cosap (canone di occupazione spazi ed aree pubbliche).
Ai sensi del comma 5 dell'art. 52 del DL 446/1997, i Comuni possono provvedere all'accertamento e alla riscossione dei tributi e delle altre entrate patrimoniali, tra cui appunto il canone di occupazione di spazi ed aree pubbliche.
Il punto g) del comma 2 dell'art. 63 del DL 446/1997 prevede, per le occupazioni abusive senza titolo (e quindi il caso dei terreni demaniali civiciarbitrariamente occupati), l'applicazione, oltre al canone regolare, di un'indennità di occupazione pari al 50% del canone; anche ai sensi dell'art. 2043 del Codice Civile è sempre dovuta un'indennità di occupazione a favore del Comune finché il terreno non viene rilasciato o sdemanializzato.
Indennità risarcitoria ai sensi dell'art. 2043 del Codice Civile: “Qualunque fatto doloso o colposo, che cagiona ad altri un danno ingiusto, obbliga colui che ha commesso il fatto a risarcire il danno”; con Sentenza del 05/12/2009 la Corte d'Appello di Roma - Iª sezione civile, ha respinto l'appello avverso la sentenza del Tribunale di Latina – sezione di Terracina con cui un arbitrario occupatore di terreni demaniali di uso civico del Comune di Fonti (Lt) era stato condannato al risarcimento dei danni, affermando il principio secondo cui è legittimo il risarcimento, a favore del Comune, dei danni subiti dalla collettività ad opera di un arbitrario occupatore di terre civiche.
Ai sensi dell'art. 72 del D.Lgs 77/1995, poi sostituito dall'art. 230 del T.U.E.L. D.Lgs 267/2000, “Il conto del patrimonio rileva i risultati della gestione patrimoniale e riassume la consistenza del patrimonio al termine dell'esercizio, evidenziando le variazioni intervenute nel corso dello stesso, rispetto alla consistenza iniziale” (comma 1); “Il patrimonio degli enti locali è costituito dal complesso dei beni e dei rapporti giuridici, attivi e passivi, di pertinenza di ciascun ente” (comma 2); “Gli enti locali includono nel conto del patrimonio i beni del demanio, con specifica distinzione, ferme restando le caratteristiche proprie, in relazione alle disposizioni del codice civile” (comma 3); “Gli enti locali valutano i beni del demanio e del patrimonio […] come segue: a) i beni demaniali […] f) i censi, livelli ed enfiteusi” (comma 4); “Gli enti locali provvedono annualmente all'aggiornamento degli inventari” (comma 7).
Gli arbitrari occupatori sono passibili di denuncia per occupazione abusiva di suolo pubblico ai sensi dell'art. 633, dell'art. 639 e dell'art. 639 bis del Codice Penale, come ad esempio accaduto nel Comune di Futani (Sa) dove il Corpo Forestale dello Stato ha deferito alla Procura della Repubblica un arbitrario occupatore di terreni gravati da uso civico di categoria "A" ed il Responsabile dell'Ufficio Tecnico Comunale si è riservato di emettere ordinanza di ripristino dello stato dei luoghi.
Il delitto di invasione di terreni demaniali di cui agli artt. 633 e 639 cod. pen. ha natura permanente, atteso che l'offesa al patrimonio demaniale perdura sino a che continua l'invasione arbitraria del terreno al fine di occuparlo o di trarne profitto (Cass. Pen., Sez. II, 20.1.2006, n. 2592).
La giurisprudenza della Cassazione sembra prevalentemente orientata a ritenere che l'atto in violazione delle norme della Legge n.1766 del 1927 sugli usi civici sia nullo per impossibilità dell'oggetto, ciò per l'incommerciabilità del terreno soggetto ad uso civico ed afferma che un atto del genere sia nullo insanabilmente in tutti i casi, senza possibilità di sanatoria. Volendo in questo modo trovare un punto di riferimento normativo nel codice civile, può affermarsi che la norma applicabile sia l'art. 1418, 2.° comma del cod. civ., per il quale produce nullità del contratto la mancanza nell'oggetto di uno dei requisiti previsti dall'art. 1345, vale a dire il requisito della possibilità giuridica (si muove sulla base della predetta considerazione di carattere dogmatico DI SALVO, Forme di sanatoria delle occupazioni dei terreni del demanio civico, in Nuovo dir. agr., 1990, pag. 119).
Le zone gravate da usi civici sono sottoposte a vincolo paesaggistico ai sensi dell'art. 142 del Decreto Legislativo 42/2004 (Codice dei Beni Culturali e del paesaggio).

## Alcuni esempi di usi civici

### Italia
Nell'Italia meridionale era diffuso l'uso del "livello", ossia l'utilizzo sotto il profilo agricolo di un terreno, mediante il cosiddetto libello, o contratto. Con il passare del tempo e il mutare dei metodi produttivi in agricoltura questa modalità di uso comune dei beni collettivi è andata via via perdendo d'importanza, anche per le profonde inefficienze e il disordine organizzativo che creava.
A Vallepietra vi era un uso civico abbastanza raro, detto scortecciamento: gli abitanti erano soliti arrotondare i loro redditi costruendo canestri di corteccia che andavano poi a vendere a Roma.
Nel comune di Ardea un'intera tenuta, denominata "Banditella" era di vero e proprio demanio civico e nello specifico era destinata ad essere annualmente affittata mediante banditura all'asta (da cui il nome) ed i proventi andavano a beneficio della comunità di Ardea.
A Cerasuolo nella provincia di Isernia in Molise insiste da oltre un secolo, a seguito dei lasciti testamentari del feudatario Duca Pasquale Marotta, un'amministrazione autonoma di beni di uso civico denominata Dominio Collettivo di Cerasuolo.

### Riferimenti normativi
- Regio decreto-legge 22 maggio 1924, n. 751 - Riordinamento degli usi civici nel Regno
- Regio decreto 26 febbraio 1928, n. 332 - Approvazione del regolamento per la esecuzione della legge 16 giugno 1927, n. 1766, sul riordinamento degli usi civici nel Regno.
- Art. 1, comma 3 del Decreto del Presidente della Repubblica 15 gennaio 1972, n. 11 - Trasferimento alle Regioni a statuto ordinario delle funzioni amministrative statali in materia di agricoltura e foreste, di caccia e di pesca nelle acque interne e dei relativi personali ed uffici.
- Art. 6 del Decreto del Presidente della Repubblica 24 luglio 1977, n. 616 - Attuazione della delega di cui all'art. 1 della legge 22 luglio 1975, n. 382.

#### Regione Puglia
- Legge regionale 28/01/1998 n. 7 - Usi civici e terre collettive in attuazione della legge 16 giugno 1927, n. 1766 e del Regio decreto 26 febbraio 1928, n. 332.